# Sekudai
Sekudai – miasto w Malezji, w stanie Johor. Według danych szacunkowych na rok 2007 liczy 198 517 mieszkańców. Ośrodek przemysłowy.